# Maria Mergulhão
Maria Mergulhão (Lisboa, 1993) es artista plástica y activista queer feminista portuguesa.

## Trayectoria
En 2010, a la edad de 17 años, se fue a Londres para estudiar Bellas Artes. En 2016, volvió a Portugal y desde entonces ha vivido en el área de Cascais y trabaja en su estudio en Lisboa. Vinculada desde su infancia con el arte, es desde 2018 que ha encontrado su hueco en la escena artística nacional. La joven artista lisboeta es conocida por la fuerza de los mensajes que emanan de sus obras, sus grandes pinturas de colores atractivos siempre acompañadas de eslóganes y el uso del grafiti y el acrílico.
Uniendo la pintura, la poesía, la performance y la instalación, la creación de Mergulhão fomenta la reflexión, el activismo y la provocación. Su narrativa personal, emocional e íntima se refleja en una obra simple, directa y honesta. El uso del grafiti en contraste con la figuración, la pintura abstracta y el texto, confiere a su obra una singularidad que la hace fácilmente reconocible. De ella misma dice "soy queer y activista" y además una "artista confesional". Influida por artistas como Klimt, le gusta trabajar con colores fluorescentes en diferentes soportes, ya sea en lienzo o en otros materiales u objetos como en una bañera. "Me gusta invadir el espacio con una maraña de pensamientos, de emociones", dice en Time Out. 

## Exposiciones
Ha expuesto en Portugal y en el Reino Unido. Entre sus exposiciones destacan:
- "Hello My_______", que presentó entre noviembre y diciembre de 2018 en el Espaço Santa Catarina de Lisboa.[5]
- “Up Next: It’s Your Life!”. En octubre de 2019 el Centro LGBT de la Associação ILGA Portugal invitó a la artista a presentar su trabajo con motivo del 'Día Internacional del Coming Out' (en inglés salir del armario). Su propuesta tenía como objetivo defender lo queer, palabra utilizada para designar a quienes se ubican más allá del binarismo de género, en el ámbito personal, político, social y económico de la sociedad contemporánea.[6]
- "Messages in a bottle" (5 de diciembre de 2019 - 23 de febrero de 2020),[7] fue una exposición en la que presentó una selección de pinturas sobre clichés de la música pop, frases que permanecen en la memoria y que eventualmente definen a una generación o a una época.